# Richard G. Scott
Richard Gordon Scott (Pocatello, Idaho, 7 de Novembro de 1928 – 22 de Setembro de 2015) foi um engenheiro nuclear e religioso estadunidense. Foi apóstolo de A Igreja de Jesus Cristo dos Santos dos Últimos Dias, membro do Quórum dos Doze Apóstolos desde 6  de Outubro de 1988 até o fim de sua vida. Na época de sua morte, ele era o quarto apóstolo mais antigo por data de ordenação.

## Biografia
Scott nasceu em 7 de novembro de 1928, em Pocatello, Idaho. Aos cinco anos, sua família mudou-se para Washington DC onde seu pai trabalhava no Departamento de Agricultura. É graduado em Engenharia Mecânica pela George Washington University e Pós graduado em Engenharia nuclear em Oak Ridge,Tennessee. Serviu a missão Montevidéu, Uruguai.
É Casado com Jeanene Watkins, e tiveram sete filhos.
Faleceu na sua casa, em Salt Lake City, aos 86 anos, devido a complicações de sua idade avançada.